# Nordvik
Nordvik (rus: Нордвик) va ser un assentament i un port al krai de Krasnoiarsk, a l'RSFS de Rússia (Unió Soviètica), ubicat al golf de Khàtanga (mar de Làptev), a la desembocadura del riu Khàtanga, a la península d'Uriung Tumus, a l'oest de la badia Nordvik.
A l'assentament existia una colònia penal. El clima és excepcionalment sever, amb hiverns prolongats i amargs. A prop de Nordvik hi ha una cúpula de sal paleozoica coneguda com a Tus-Tak, en la pròpia península d'Uriung Tumus. Se sospitava que el sòl de sota produiria petroli i gas. En aquesta península també es van trobar restes d'un plesiosaure (Plesiosaurus robustus).

## Història
El nom significa literalment «Badia del Nord» en noruec i es refereix a la badia Nordvik descoberta per la Gran Expedició del Nord de Rússia el 1739.
El 1933, l'acabada de crear Direcció General de la Ruta al Mar del Nord (Glavsevmorput) va enviar el vaixell de càrrega Pravda a Nordvik amb una expedició d'exploració petroliera dirigida per Nikolai Urvàntsev. El 4 de setembre, un cop l'embarcació era prop de destí, el capità Belitskiy va decidir acostar-se a la badia de Nordvik des de l'est, entre Poluostrov Paksa i l'Illa Bolxoi Beguitxev. Tot i no tenir coneixement de la profunditat del canal, Belitskiy va seguir endavant sense prendre la precaució elemental de sondejar i el Pravda va encallar dues vegades en el centre del canal.
Segons Urvàntsev, perforacions fetes a l'indret durant les següents temporades van revelar petites bosses de petroli poc profundes, relacionades amb estructures de sal de poca importància comercial. No obstant això, la sal va ser extreta a una escala prou gran mitjançant els treballs forçats de la colònia penal. Des de la dècada de 1930 en endavant, Nordvik es va convertir en una important font de subministrament de sal per a les pesqueries de nord.
Tot i que les esperances originals de petroli no es van materialitzar, es va guanyar experiència en l'exploració d'hidrocarburs dins de les zones de permagel continu. Aquesta experiència va resultar molt valuosa en la posterior exploració i explotació dels massius camps de petroli i gas de Sibèria occidental.
La colònia penal es va tancar a mitjans de la dècada de 1940 quan els estatunidencs hi van arribar com a aliats de la Unió Soviètica. La sal va ser extreta per deportats interns enlloc de presoners, després del tancament de la colònia penal. L'assentament es va abandonar definitivament el 1956.

## Imatges

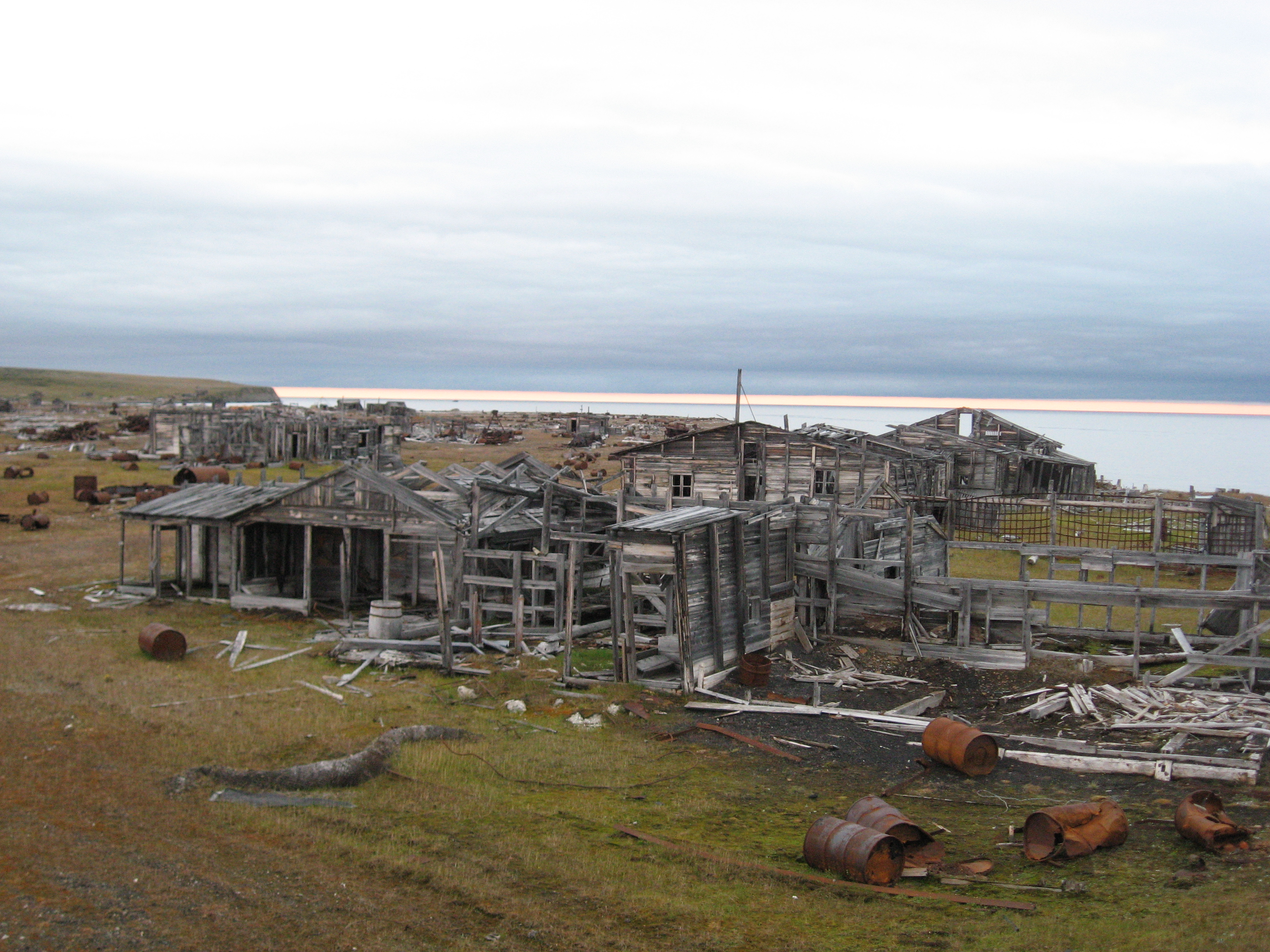
Paisatge de Nordvik
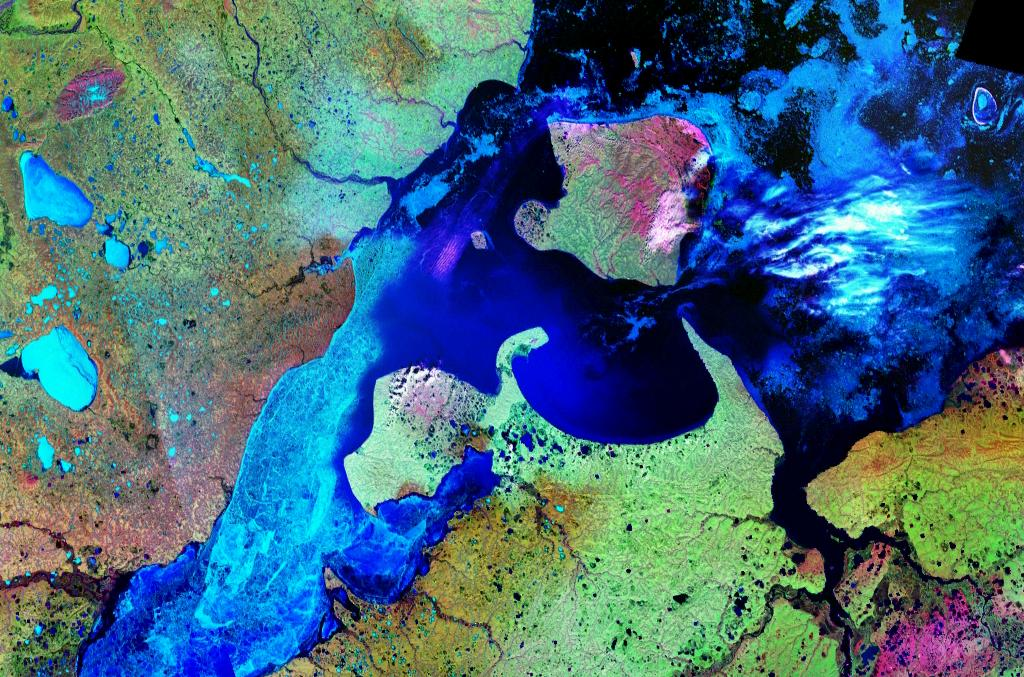
La badia de Nordvik (centre) entre les àrees de la conca del riu Khàtanga (esquerra: golf de Khàtanga) i Anabar (dreta: golf d'Anabar). L'illa Bolxoi Begixev es troba al nord.
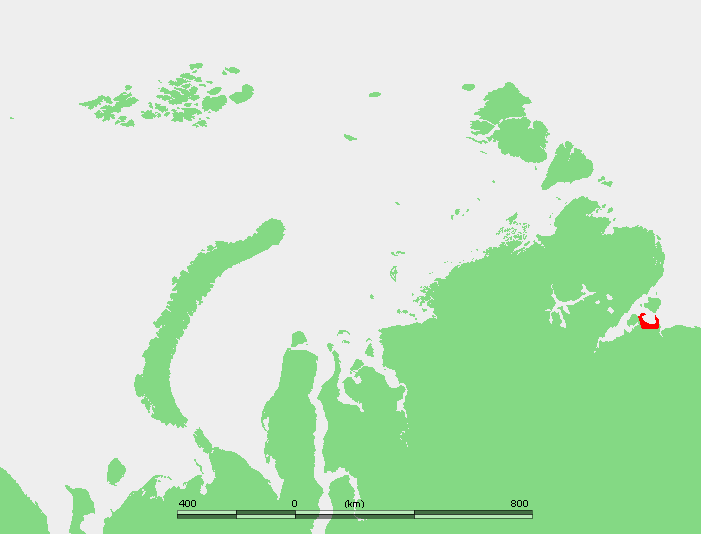
Mapa amb la ubicació de la badia de Nordvik. La colònia penal estava ubicada a la petita península al costat occidental de la badia.